# Johann Wilhelm Löbell
 (juillet 2022).
Si vous disposez d'ouvrages ou d'articles de référence ou si vous connaissez des sites web de qualité traitant du thème abordé ici, merci de compléter l'article en donnant les références utiles à sa vérifiabilité et en les liant à la section « Notes et références ».
Johann Wilhelm Löbell (15 septembre 1786 - 12 juillet 1863) est un historien allemand.

## Biographie
Löbell est originaire de Berlin. Il étudie aux universités de Heidelberg et de Berlin sous Wolf et Böckh. Il entre dans la vie savante contre la volonté de sa mère qui voulait qu'il se lance dans les affaires . Pendant la guerre de la sixième coalition (1812–14), il sert comme volontaire dans la Landwehr. Il n'est pas en première ligne mais travaille dans un bureau de soutien .
En 1814, il s'installe à Breslau, où il trouve rapidement du travail comme enseignant dans un collège de guerre. Il y publie un article historique et un autre sur l'établissement de liens entre les sciences et les sciences humaines dans les études en gymnase. En 1823, il part travailler à Berlin dans une académie militaire en tant que professeur d'histoire . Là, il s'implique également dans la publication de nouvelles éditions de " Weltgeschichte " (Histoire mondiale) de Karl Friedrich Becker. Il supervise la publication de trois nouvelles éditions. Pendant cette période, il est ami avec Heinrich Steffens (1773-1845) et Friedrich von Raumer (1781-1873).
En 1829, il devient professeur agrégé d'histoire à l'Université de Bonn, où deux ans plus tard, il devient professeur titulaire. Parmi les œuvres qu'il écrit à Bonn figurent « Gregor von Tours und seine Zeit » ( Grégoire de Tours et son temps, 1839), une révision de la « Weltgeschichte » de Becker (1836-1838), « Weltgeschichte in Umrissen und Ausführungen » (Histoire mondiale décrit et expliqué la partie I, 1846), " Die Entwicklung der deutschen Poesie von Klopstocks erstem Auftreten bis zu Goethes Tode " (Le développement de la poésie allemande de Klopstock jusqu'à la mort de Goethe, 1856-1865), et " Historische Briefe " (Lettres sur l'histoire, 1861), une attaque anonyme contre l'ultramontanisme.
La grande bibliothèque personnelle de Löbell est maintenant conservée dans une bibliothèque scolaire au Bielefeld Ratsgymnasium, et est la propriété de la ville de Bielefeld.